# Гулян Ашот Амаякович
Ашот Амаякович Гулян (вірм. Ղուլյան Աշոտ Հմայակի; прізвисько Бекор вірм. Բեկոր; 1959—1992) — учасник Карабаської війни на боці вірмен, Герой Арцаха.

## Біографія
Народився 5 жовтня 1959 року в місті Баку, Азербайджанська РСР.
У 1975 році його сім'я переїхала в село Хндзрістан (НКАО, Аскеранський район), а потім у Степанакерт. Ашот Гулян володів багатьма ремеслами: працював кравцем, будівельником, автоводієм, слюсарем. При сприянні своїх бойових друзів виготовляв саморобні гранати і гранатомети.
Робітник зі Степанакерта з перших же днів Карабаської війни включився в боротьбу. Був підпільником і партизаном, очолював невеликий загін самооборони, який згодом став Першою ротою міста Степанакерт. За численні поранення в боях, Ашот Гулян отримав прізвисько Бекор (Осколок).
У подальшому, вже після загибелі Ашота Гулян, його Перша рота перетворилася в 1-й батальйон міста Степанакерта.

### Участь у боях
Брав участь у взятті Шуші і штурмі Ходжали. Також брав участь у більшості боїв, проведених на території Арцаху: в Аскерані, Гадруті, Шаумянівську, Дашалти, Шуші, Лачині, Мартакерті, Ходжали. Його командирський талант заблищав особливо під час проведення операції по взяттю Шуші в 1992 році. Його рота першою вступила в Шушу.
Загинув у бою за село Дрмбон (під Мартакертом) 24 серпня 1992 року.
У Ашота залишилося троє дітей і дружина.

## Нагороди
- Герой Арцаха (1999)
- орден «Бойовий Хрест» I ступеня (НКР — посмертно)
- медаль «За звільнення Шуші» (НКР — посмертно)